# Fábio Konder Comparato
Pour les articles homonymes, voir Comparato.
Fábio Konder Comparato (Santos, 6 octobre 1936) est un avocat et écrivain brésilien. Il est professeur émérite de la Faculté de Droit de l'Université de São Paulo.

## Biographie
Fábio Konder Comparato est diplômé en droit par l'Université de São Paulo en 1959. Dans la même université, il a reçu les principales distinctions académiques, y compris celui de "livre-docente" en 1966.
Il est devenu docteur en droit par l'Université de Paris en 1963, en plus de docteur honoris causa à l'Université de Coimbra en 1999.
En 2009, il reçoit le titre de Professeur Émérite de la Faculté de Droit de l'Université de São Paulo.

## Œuvres
- A Civilização Capitalista. São Paulo: Editora Saraiva, 1ª edição, 2013.  (ISBN 9788502200340)
- Ética - Direito, Moral e Religião no Mundo Moderno. São Paulo: Cia das Letras, 2006.  (ISBN 8535908234)
- Afirmação Histórica dos Direitos Humanos. São Paulo: Editora Saraiva, 4ª edição, 2005.  (ISBN 8502053744)
- O Poder de Controle na Sociedade Anônima (com Salomão Filho, Calixto) São Paulo: Editora Forense, 4ª edição, 2005.  (ISBN 853091399X)
- Que é a Filosofia do Direito. (em parceria com Grau, Eros Roberto; Alves, Alaor Caffe; Lafer, Celso; Telles Jr., Goffredo) São Paulo: Editora Manole, 2004.  (ISBN 8520421342)
- Direito Público - Estudos e Pareceres. São Paulo: Editora Saraiva, 1996.  (ISBN 8502016180)
- Direito Empresarial. São Paulo: Editora Saraiva, 1995.  (ISBN 8502006940)
- Sociedade Anônima: I Ciclo de Conferência para Magistrados (com Arnold Wald), São Paulo: Editora IBCB, 1993.
- Para Viver a Democracia. São Paulo: Editora Brasiliense, 1989.  (ISBN 8511140743)
- Educação, Estado e Poder. São Paulo: Editora Brasiliense, 1987.
- Muda Brasil - Uma Constituição para o desenvolvimento democrático. São Paulo: Editora Brasiliense, 1987.